# Hidrosztatikai nyomás
Hidrosztatikai nyomás a folyadékokban és gázokban a folyadék vagy gáz súlyából származó nyomás.
Gravitációs térben a folyadékrétegek nyomják az alattuk levő rétegeket, ennek következtében a folyadékban feszültség, nyomás ébred.

## Hidrosztatikai nyomás a nyugvó folyadék belsejében

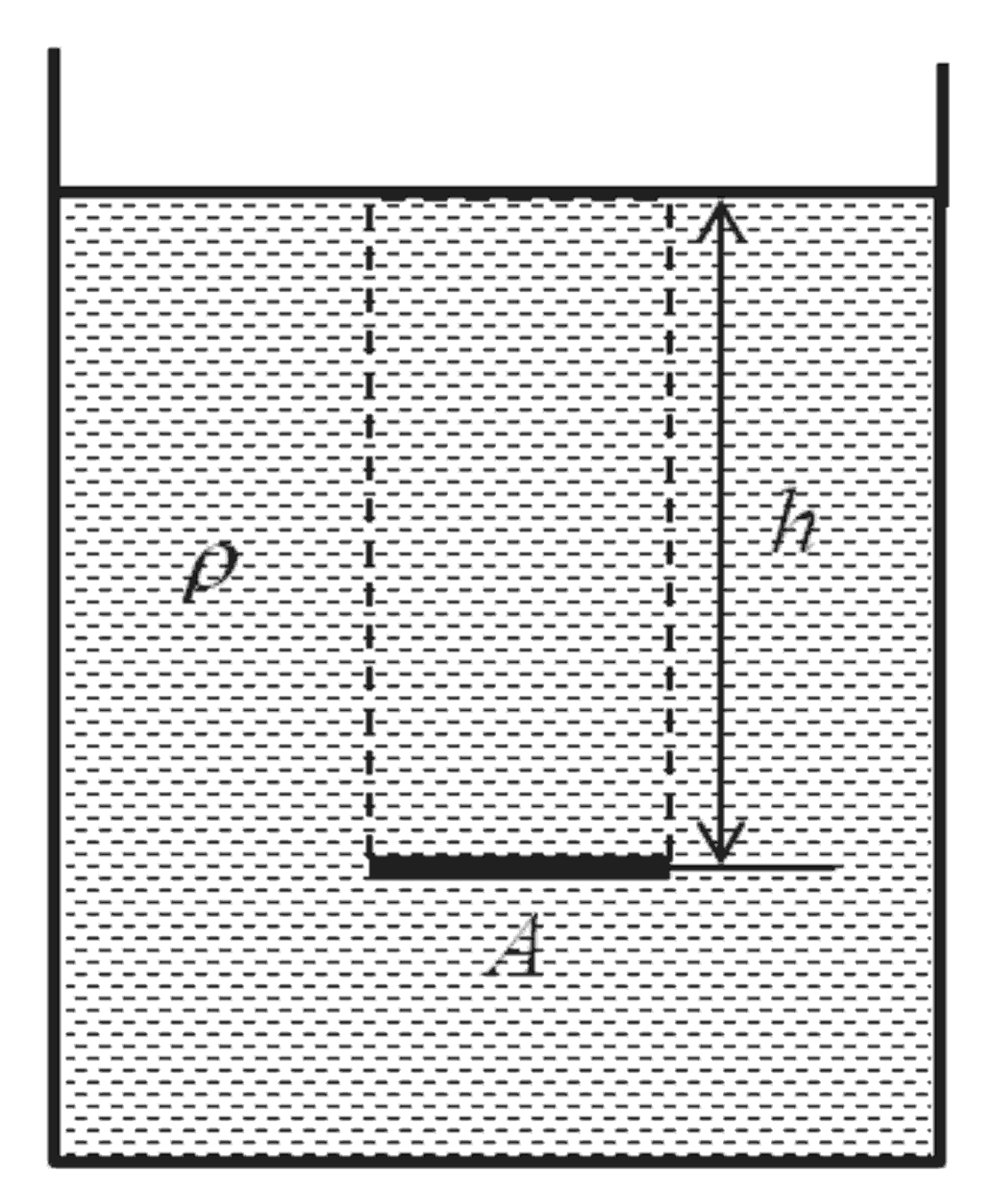

Könnyen belátható, hogy a folyadék belsejében a hidrosztatikai nyomás a mélységgel lineárisan nő.
A {\displaystyle \rho } sűrűségű folyadékkal teli edényben a felszíntől {\displaystyle h} mélységben lévő {\displaystyle A}  keresztmetszetű felületelem felett lévő folyadékoszlop súlya:
{\displaystyle G=A\cdot h\cdot \rho \cdot g},
ahol {\displaystyle g} a földi nehézségi gyorsulás, azaz a nehézségi erőtér térerőssége.
A kiszemelt felületelemre ható nyomás – a definíciója szerint – egyenlő az erő és a felület hányadosával:
{\displaystyle p={\frac {G}{A}}}
A folyadékoszlop súlyából származó nyomás:
{\displaystyle p_{h}=\rho \cdot g\cdot h}.

## Hidrosztatikai nyomás a vízben
A vízben egyre mélyebbre merülő búvár egyre nagyobb hidrosztatikai nyomást érez.
10 méter mélyen a vízben ugyanakkora a hidrosztatikai nyomás értéke, mint a nagyjából {\displaystyle 10^{5}} Pa nagyságú külső légköri nyomás.
A víz sűrűsége: {\displaystyle \rho =1000\,{\text{kg/m}}^{3}}. A nehézségi gyorsulás értéke becsléssel: {\displaystyle g=10\,{\text{m/s}}^{2}}. A mélység: {\displaystyle h=10\,{\text{m}}}. A fenti összefüggést felhasználva kapjuk:
{\displaystyle p_{h}=10^{5}\,{\text{Pa}}}.

## Hidrosztatikai nyomás és a felhajtóerő
A folyadékba helyezett testre a test különböző mélységben lévő pontjainál különbözik a hidrosztatikai nyomás nagysága. Ahogy az ábráról is látszik, a nyomáskülönbségből származó erő felfelé hat. Az erők különbségének kifejezésében a kiszorított folyadék sűrűsége ({\displaystyle \rho }), test magassága ({\displaystyle h}), és alapterülete {\displaystyle A} szerepel.
A magasság és az alapterület szorzata megegyezik a test térfogatával: {\displaystyle V=h\cdot A}.
A felhajtóerő nagysága ezért a kiszorított folyadék súlyával egyenlő:
{\displaystyle F_{f}=\rho \cdot g\cdot h\cdot A=\rho \cdot g\cdot V}
Az Arkhimédész-törvényében leírt felhajtóerő tehát abból származik, hogy a folyadékban a hidrosztatikai nyomás függ a mélységtől.

## Hidrosztatikai nyomás gyorsuló rendszerben lévő folyadék belsejében
A Föld körül keringő űrhajóban nem észlelhető a folyadékban hidrosztatikai nyomás. Például a Nemzetközi Űrállomáson nem marad meg a pohárban a víz. Az űrhajóban lévő tárgyakra ugyanis a keringés közben a gravitációs erőn kívül egy ugyanekkora nagyságú centrifugális erő is hat. Így az eredő térerősség nulla. A testeknek nincs súlya, ennek hiányában nem gyűlik össze a pohár alján a víz. A folyadékrészecskéket cseppek formájában csak a felületi feszültségből származó erő tartja egyben.
Szintén nincs hidrosztatikai nyomás akkor, ha a földi körülmények között egy tartályban lévő folyadék vagy gáz szabadon esik, mert a gyorsuló rendszerben fellépő tehetetlenségi erő ugyanakkora mint a nehézségi erő. Hidrosztatikai nyomás hiányában felhajtóerő sem lép fel a folyadékban. Például egy pohár víz aljába lenyomott pingpong labda nem jön fel miközben a pohár szabadon esik.

## Lásd még
- Nyomás